# ФК «Сокол» Саратов в сезоне 2001
Сезон 2001 года стал для ФК «Сокол» 10-м в его истории выступлений в чемпионате России по футболу.

## Команда 2001

### Состав команды
- Список игроков, основного состава футбольного клуба «Сокол» Саратов в сезоне 2001 года[1][2][3].

| №             | Игрок             | Гражданство               | Дата рождения    | Игры (Ч) | Голы (Ч) | Игры (К) | Голы (К) |
| Вратари       | Вратари           | Вратари                   | Вратари          | Вратари  | Вратари  | Вратари  | Вратари  |
| ------------- | ----------------- | ------------------------- | ---------------- | -------- | -------- | -------- | -------- |
|               | Евгений Плотников | Флаг России               | 6 сентября 1972  | 15       | -22      | 4        | -3       |
|               | Андрей Сметанин   | Флаг России               | 21 июня 1969     | 15       | -19      | —        | —        |
|               | Вячеслав Звягин   | Флаг России               | 19 февраля 1971  | 1        | -1       | —        | —        |
| Защитники     |                   |                           |                  |          |          |          |          |
|               | Олег Терещенко    | Флаг России               | 13 января 1972   | 5        | —        | 2        | —        |
|               | Дмитрий Ширшаков  | Флаг России               | 14 ноября 1973   | 8        | —        | 1        | —        |
|               | Вячеслав Царёв    | Флаг России               | 4 мая 1971       | 1        | —        | —        | —        |
|               | Срджан Пецель     | Флаг Боснии и Герцеговины | 12 марта 1975    | 9        | —        | 2        | —        |
|               | Александр Коваль  | Флаг Украины              | 3 мая 1974       | 5        | —        | 1        | —        |
|               | Вадим Гарин       | Флаг России               | 14 декабря 1979  | 17       | —        | 3        | —        |
|               | Дмитрий Бугаков   | Флаг России               | 19 июня 1979     | 13       | —        | 2        | —        |
|               | Олег Мусин        | Флаг Казахстана           | 12 января 1975   | 22       | —        | 2        | —        |
|               | Юрий Бавыкин      | Флаг России               | 31 марта 1973    | 27       | 1        | 3        | —        |
|               | Владимир Федотов  | Флаг России               | 12 августа 1966  | 28       | 1        | 3        | —        |
| Полузащитники |                   |                           |                  |          |          |          |          |
|               | Руслан Балтиев    | Флаг Казахстана           | 16 сентября 1978 | 27       | 2        | 3        | —        |
|               | Антон Гребнев     | Флаг России               | 16 мая 1984      | 1        | —        | —        | —        |
|               | Александр Жидков  | Флаг России               | 9 апреля 1966    | 28       | 1        | 3        | —        |
|               | Алексей Косолапов | Флаг России               | 17 марта 1971    | 5        | —        | 1        | —        |
|               | Дмитрий Кузнецов  | Флаг России               | 28 августа 1965  | 20       | —        | 2        | —        |
|               | Леонид Маркевич   | Флаг России               | 15 августа 1973  | 12       | 1        | 1        | 1        |
|               | Максим Низовцев   | Флаг Казахстана           | 9 сентября 1972  | 29       | 2        | 2        | 1        |
|               | Сенад Репух       | Флаг Боснии и Герцеговины | 18 ноября 1972   | 7        | 1        | 1        | —        |
|               | Алан Сакиев       | Флаг России               | 2 августа 1981   | 2        | —        | —        | —        |
|               | Виталий Самойлов  | Флаг Украины              | 1 марта 1975     | 20       | 2        | 3        | —        |
| Нападающие    |                   |                           |                  |          |          |          |          |
|               | Геннадий Орбу     | Флаг Украины              | 23 июля 1970     | 26       | 2        | 3        | —        |
|               | Олег Веретенников | Флаг России               | 5 января 1970    | 15       | 2        | 2        | —        |
|               | Андрей Федьков    | Флаг России               | 4 июля 1971      | 30       | 14       | 4        | 4        |
|               | Михаил Никитин    | Флаг России               | 26 ноября 1971   | 26       | 2        | 4        | —        |
|               | Сергей Зозуля     | Флаг России               | 7 февраля 1977   | 1        | —        | —        | —        |
|               | Сергей Юминов     | Флаг России               | 27 июня 1970     | 4        | —        | 1        | —        |

## Чемпионат России 2001
Основная статья: Чемпионат России по футболу 2001

### Результаты матчей
| 10 марта 2001 1-й тур | Спартак | 0:0 (0:0)   | Сокол | Москва                                                                               |
| |         | [ 4 ] [ 5 ] |       | Стадион: «Лужники» (−3 °, снег) Зрителей: 13 000 Судья: Станислав Сухина (Малаховка) |
| Спартак: Филимонов, Тчуйсе, Ананко (Грановский, 35), Парфёнов, Ковтун, Калиниченко, Булатов (Писарев, 59), Митрески, Титов (к), Ширко (Маркао, 46), Ирисметов Сокол: Сметанин, Кузнецов (к), Гарин, Бавыкин, Жидков, Мусин (Ширшаков, 90), Балтиев (Орбу, 85), Федотов, Низовцев, Самойлов, Федьков (Никитин, 80). |         |             |       |                                                                                      |

| 17 марта 2001 2-й тур | Сокол       | 1:0 (1:0)   | Ротор | Саратов                                                                     |
| | Федьков 11′ | [ 6 ] [ 7 ] |       | Стадион: «Локомотив» (+5 °) Зрителей: 16 500 Судья: Андрей Бутенко (Москва) |
| Сокол: Сметанин, Кузнецов, Балтиев, Бавыкин, Жидков, Мусин (Орбу, 87), Никитин (Юминов, 65), Федотов, Низовцев (Ширшаков, 82), Самойлов, Федьков. Ротор: Чичкин, Котовенко (Гайдуков, 80), Олеников, Н. Самойлов, Беркетов, Борзенков, Смирнов (Трифонов, 72), Алдонин, Мысин (Зернов, 69), Есипов, Павлюченко |             |             |       |                                                                             |

| 31 марта 2001 3-й тур | Ростсельмаш | 1:2 (1:0)   | Сокол                             | Ростов-на-Дону                                                                |
| | Адамов 19′  | [ 8 ] [ 9 ] | 58′ Самойлов · 62′ (пен.) Федьков | Стадион: «Ростсельмаш» (+3 °, солнечно) Зрителей: 6500 Судья: Иванов (Москва) |
| Ростсельмаш: Савченко, Бессмертный (к), Шмарко, Малыгин, Ширшов, Даценко (Лущан, 65), Микитин, Осинов, Акопянц (Селезнёв, 46), Адамов (Уразбахтин, 57), Кириченко Сокол: Сметанин, Кузнецов (к), Балтиев, Бавыкин, Жидков, Ширшаков (Коваль, 80), Юминов (Орбу, 57), Федотов, Низовцев, Самойлов, Федьков (Никитин, 89) |             |             |                                   |                                                                               |

| 7 апреля 2001 4-й тур | Сокол         | 1:0 (0:0)     | Торпедо-ЗИЛ | Саратов                                                                                  |
| | Никитин 90+3′ | [ 10 ] [ 11 ] |             | Стадион: «Локомотив» (+12 °, дождь) Зрителей: 16 000 Судья: Алексей Тюмин (Новочеркасск) |
| Сокол: Сметанин, Кузнецов, Балтиев, Бавыкин, Жидков (Гребнев, 34; Никитин, 68), Мусин, Орбу (Юминов, 61), Федотов, Низовцев, Самойлов, Федьков. Торпедо-ЗИЛ: Козко, Березуцкий, Синёв, Ризвич, Бородкин, Мороз, Б. Аджинджал, Микалаюнас, Р. Аджинджал (Камнев, 79), Климов, Грязин (Семёнов, 90). |               |               |             |                                                                                          |

| 14 апреля 2001 5-й тур | Сатурн              | 1:2 (1:1)     | Сокол                      | Раменское                                                                          |
| | Валерий Кечинов 33′ | [ 12 ] [ 13 ] | 45′ Никитин · 63′ Самойлов | Стадион: «Сатурн» (+10 °, ясно) Зрителей: 10 000 Судья: Александр Кожухов (Москва) |
| Сатурн: Чижов, Кураев, Ребежа, Афанасьев (к) - 5,0, Сосновский, Джяукштас, Ляпкин (Смертин, 46), Мелёшин (Дзамихов, 76), Мовсесьян (Шишкин, 51), Кечинов, Рогачёв Сокол: Сметанин (Плотников, 8), Кузнецов (к), Коваль, Бавыкин, Гарин, Мусин, Никитин, Федотов, Орбу (Терещенко, 86), Самойлов, Федьков (Низовцев, 74) |                     |               |                            |                                                                                    |

| 18 апреля 2001 6-й тур | Сокол                  | 2:1 (1:1)     | Факел        | Саратов                                                                                                |
| | Федьков 15′ · Орбу 58′ | [ 14 ] [ 15 ] | 27′ Дегтярёв | Стадион: «Локомотив» (+11 °, пасмурно, временами дождь) Зрителей: 15 000 Судья: Юрий Баскаков (Москва) |
| Сокол: Плотников, Кузнецов (к), Коваль (Низовцев, 30), Бавыкин, Гарин, Мусин, Никитин (Терещенко, 80), Федотов, Орбу, Самойлов, Федьков (Юминов, 90+1) Факел: Гончаров, Болтрушевич (Гарас, 85), Бескровный, Щёголев, Черкес, Касторный, Дегтярёв, Санько, Гурбанов, Сафронов (к) (Алхимов, 70), Шуканов (Ланько, 62) |                        |               |              | |

| 28 апреля 2001 7-й тур | Динамо      | 1:1 (1:0)     | Сокол       | Москва |
| | Быстров 38′ | [ 16 ] [ 17 ] | 66′ Федотов | Стадион: Центральный стадион «Динамо» (+14 °, пасмурно) Зрителей: 6500 Судья: Александр Гвардис (Калининград) |
| Динамо: Крамаренко, Шемберас, Точилин (Немов, 81), Булатов, Жутаутас, Цвейба, Жаринов, Гришин (Быстров, 33), Клюев, Булыкин, Гогниев (Чеснаускис, 70) Сокол: Сметанин, Кузнецов, Балтиев (Ширшаков, 89), Бавыкин, Жидков, Мусин, Орбу (Никитин, 46), Федотов, Низовцев, Самойлов, Федьков (Гарин, 90) |             |               |             | |

| 5 мая 2001 8-й тур | Сокол       | 1:0 (0:0)     | Крылья Советов | Саратов                                                                              |
| | Федьков 69′ | [ 18 ] [ 19 ] |                | Стадион: «Локомотив» (+25 °) Зрителей: 16 000 Судья: Тарас Безубяк (Санкт-Петербург) |
| Сокол: Сметанин, Кузнецов (к), Балтиев, Бавыкин, Жидков, Мусин, Ширшаков (Низовцев, 31), Федотов, Орбу (Гарин, 85), Самойлов (Никитин, 62), Федьков Крылья Советов: Лавренцов, Дохоян, Самарони, Чайка, Каряка, Шунейко, Коновалов (к) (Виноградов, 79), Бушманов, Ковба (Бобёр, 73), Анжело, Тихонов |             |               |                |                                                                                      |

| 12 мая 2001 9-й тур | Торпедо                                                                            | 6:2 (2:0)     | Сокол                    | Москва                                                                      |
| | Аристархов 27′ · Вязьмикин 28′ 63′ · Мусин 46′ (авт.) · Лухвич 64′ · Камольцев 82′ | [ 20 ] [ 21 ] | 66′ Федьков · 68′ Жидков | Стадион: «Лужники» (+15 °) Зрителей: 2500 Судья: Юрий Чеботарёв (Краснодар) |
| Торпедо: Березовский, Малай, Даев (к), Лухвич, Гашкин, Аристархов (Камольцев, 71), Семшов (Бугаев, 81), Леонченко, Вязьмикин, Фамильцев (Зырянов, 73), Кормильцев Сокол: Сметанин, Кузнецов (к) (Гарин, 61), Балтиев, Бавыкин, Жидков, Мусин, Орбу, Федотов (Терещенко, 70), Низовцев, Самойлов (Никитин, 46), Федьков |                                                                                    |               |                          |                                                                             |

| 19 мая 2001 10-й тур | Сокол                                        | 4:1 (1:1)     | Алания    | Саратов                                                                                           |
| | Федьков 26′ 50′ · Балтиев 84′ · Низовцев 89′ | [ 22 ] [ 23 ] | 1′ Базаев | Стадион: «Локомотив» (+25 °, солнечно) Зрителей: 15 000 Судья: Николай Левников (Санкт-Петербург) |
| Сокол: Плотников, Кузнецов (к), Терещенко (Федотов, 38), Гарин (Балтиев, 26), Жидков, Мусин, Никитин, Маркевич (Бавыкин, 60), Низовцев, Орбу, Федьков. Алания: Мандрыкин, Пагаев, Алчагиров, Григоре (Миря, 28), Бестаев, Кусов, Р. Битаров, Базаев (Тарловский, 45), Б. Тедеев (к), Догузов, Паулу Эмилиу |                                              |               |           |                                                                                                   |

| 26 мая 2001 11-й тур | Анжи                      | 2:0 (0:0)     | Сокол | Махачкала                                                                      |
| | Будунов 56′ · Сирхаев 67′ | [ 24 ] [ 25 ] |       | Стадион: «Динамо» (+23 °, ясно) Зрителей: 17 500 Судья: Юрий Баскаков (Москва) |
| Анжи: Жидков, Яскович, Хошич, Теблоев, Акаев, Агаларов, Сирхаев, Будунов (Шерстнёв, 76), Лихобабенко, Рахимич, Рамазанов Сокол: Плотников, Коваль (Терещенко, 68), Царёв, Бавыкин, Жидков, Маркевич (Никитин, 54), Орбу, Балтиев, Низовцев, Самойлов (Зозуля, 75), Федьков |                           |               |       |                                                                                |

| 10 июня 2001 12-й тур | Сокол    | 1:2 (0:1)     | Локомотив                 | Саратов                                                                                    |
| | Орбу 54′ | [ 26 ] [ 27 ] | 42′ Измайлов · 60′ Обиора | Стадион: «Локомотив» (+26 °, ясно) Зрителей: 15 000 Судья: Юрий Ключников (Ростов-на-Дону) |
| Сокол: Плотников, Кузнецов (к), Балтиев, Бавыкин (Никитин, 62), Жидков (Гарин, 81), Мусин, Маркевич (Самойлов, 78), Федотов, Низовцев, Орбу, Федьков Локомотив: Захарчук, Чугайнов (к), Нижегородов, Сенников, Лекхето, Евсеев, Измайлов, Маминов, Обиора (Джанашия, 62), Лоськов, Бузникин (Пименов, 46). |          |               |                           |                                                                                            |

| 16 июня 2001 13-й тур | Зенит       | 1:1 (1:0)     | Сокол              | Санкт-Петербург                                                                   |
| | Попович 26′ | [ 28 ] [ 29 ] | 84′ (пен.) Федьков | Стадион: «Петровский» (+17 °) Зрителей: 21 300 Судья: Александр Колобаев (Москва) |
| Зенит: Малафеев, Овсепян, Цветков, Игонин (к), Коноплёв, Угаров, Горшков, Кобелев (Деменко, 73), Аршавин (Васянович, 76), Спивак, Попович Сокол: Плотников, Кузнецов (к), Коваль (Бавыкин, 58), Федотов, Мусин, Балтиев, Жидков, Низовцев (Маркевич, 58), Орбу (Самойлов, 69), Никитин, Федьков |             |               |                    |                                                                                   |

| 24 июня 2001 14-й тур | ЦСКА                                                           | 4:0 (2:0)     | Сокол | Москва                                                                                                |
| | Филиппенков 28′ · Семак 34′ · Попов 59′ · Корнаухов 67′ (пен.) | [ 30 ] [ 31 ] |       | Стадион: Центральный стадион «Динамо» (+23 °) Зрителей: 10 000 Судья: Тарас Безубяк (Санкт-Петербург) |
| ЦСКА: Перхун, Семак (к), Корнаухов (Белецкий, 72), Лайзанс, Файзиев, Минько (Боков, 69), Евсиков, Лысенко, Попов (Савельев, 69), Филиппенков, Кулик Сокол: Плотников, Кузнецов (к), Балтиев, Бавыкин (Маркевич, 56), Жидков, Мусин, Орбу, Федотов, Низовцев, Самойлов (Ширшаков, 64), Федьков (Никитин, 51) |                                                                |               |       | |

| 30 июня 2001 15-й тур | Сокол | 0:0 (0:0)     | Черноморец | Саратов                                                                             |
| |       | [ 32 ] [ 33 ] |            | Стадион: «Локомотив» (+27 °, солнечно) Зрителей: 13 000 Судья: Сергей Зуев (Москва) |
| Сокол: Сметанин, Кузнецов (к) (Гарин, 88), Балтиев (Маркевич, 63), Бавыкин, Жидков, Мусин, Никитин, Федотов, Ширшаков, Орбу (Низовцев, 68), Федьков Черноморец: Усминский, Ершов, Березуцкий, Машкарин, Снытко, Майоров (Удо, 90), Какосьян (Шевченко, 76), Призетко (к), Тлисов, Свистунов, Зуев (Олейник, 57) |       |               |            |                                                                                     |

| 11 июля 2001 16-й тур | Ротор          | 1:2 (0:2)     | Сокол                    | Волгоград                                                                                                |
| | Павлюченко 53′ | [ 34 ] [ 35 ] | 7′ Балтиев · 35′ Бавыкин | Стадион: «Центральный стадион» (+30 °, солнечно) Зрителей: 11 100 Судья: Юрий Ключников (Ростов-на-Дону) |
| Ротор: Парейко, Трифонов (Гайдуков, 46), Мысин (Зернов, 74), Романов, Рашевский, Борзенков, Смирнов, Алдонин, Павлюченко, Есипов (к), Зубко Сокол: Плотников, Гарин, Балтиев, Бавыкин (Ширшаков, 57), Жидков (к), Мусин, Бугаков, Федотов, Орбу (Низовцев, 64), Веретенников, Федьков (Никитин, 68) |                |               |                          | |

| 18 июля 2001 17-й тур | Сокол            | 1:1 (1:0)     | Ростсельмаш   | Саратов                                                                                   |
| | Веретенников 15′ | [ 36 ] [ 37 ] | 89′ Кириченко | Стадион: «Локомотив» (+34 °, солнечно) Зрителей: 14 000 Судья: Александр Кожухов (Москва) |
| Сокол: Плотников, Бугаков, Балтиев, Бавыкин, Жидков (к), Мусин (Кузнецов, 55), Орбу (Никитин, 63), Федотов, Низовцев, Веретенников (Гарин, 72), Федьков Ростсельмаш: Близнюк, Шмарко, Осинов, Бессмертный (к), Кириченко, Малыгин, Уразбахтин, Даценко (Гетьман, 42), Микитин, Ширшов (Адамов, 72), Хизанейшвили (Смаков, 25) |                  |               |               |                                                                                           |

| 23 июля 2001 18-й тур | Торпедо-ЗИЛ | 1:0 (0:0)     | Сокол | Москва |
| | Пиюк 86′    | [ 38 ] [ 39 ] |       | Стадион: «Стадион «Торпедо» имени Эдуарда Стрельцова» (+33 °) Зрителей: 4000 Судья: Станислав Сухина (Малаховка) |
| Торпедо-ЗИЛ: Новосадов, Березуцкий, Синёв (к), Ризвич, Селезнёв, Литвинов (Д. Смирнов, 77), Бакаев (Микалаюнас, 83), Писарев (Пиюк, 55), Климов, Белецкий, Степанов Сокол: Плотников, Кузнецов (к) (Никитин, 88), Бугаков, Гарин, Жидков, Мусин, Балтиев, Федотов, Орбу (Низовцев, 33), Веретенников, Федьков (Маркевич, 66) |             |               |       | |

| 28 июля 2001 19-й тур | Сокол | 0:2 (0:1)     | Сатурн                     | Саратов                                                                             |
| |       | [ 40 ] [ 41 ] | 8′ Муратович · 54′ Рогачёв | Стадион: «Локомотив» (+32 °) Зрителей: 14 000 Судья: Игорь Егоров (Нижний Новгород) |
| Сокол: Плотников, Гарин (Маркевич, 20), Бугаков, Бавыкин (Орбу, 58), Жидков (к), Мусин (Кузнецов, 58), Балтиев, Федотов, Низовцев, Веретенников, Федьков Сатурн: Чижов, Йолдич, Ребежа, Мелёшин, Сосновский, Джяукштас, Ляпкин, Мор, Муратович (Смаич, 83), Мовсесьян, Рогачёв |       |               |                            |                                                                                     |

| 4 августа 2001 20-й тур | Факел | 0:1 (0:0)     | Сокол          | Воронеж                                                                                 |
| |       | [ 42 ] [ 43 ] | 90+2′ Низовцев | Стадион: Центральный стадион (+24 °, ясно) Зрителей: 24 000 Судья: Веселовский (Москва) |
| Факел: Саная, Терещенко, Бескровный, Щёголев, Черкес, Орловский (Лунин, 58), Ямлиханов (к), Дегтярёв, Шуканов, Сафронов (Шмаров, 82), Алхимов (Гарас, 63) Сокол: Сметанин, Кузнецов (к), Бугаков, Балтиев, Жидков, Косолапов (Бавыкин, 46), Никитин (Маркевич, 46), Федотов, Низовцев, Веретенников (Мусин, 78), Федьков |       |               |                |                                                                                         |

| 11 августа 2001 21-й тур | Сокол                     | 2:1 (1:0)     | Динамо       | Саратов                                                                               |
| | Маркевич 2′ · Федьков 58′ | [ 44 ] [ 45 ] | 73′ Медведев | Стадион: «Локомотив» (+30 °, ясно) Зрителей: 15 000 Судья: Юрий Чеботарёв (Краснодар) |
| Сокол: Сметанин, Кузнецов (к) (Бавыкин, 40), Пецель (Мусин, 65), Репух (Самойлов, 23), Жидков, Балтиев, Маркевич, Федотов, Низовцев, Веретенников, Федьков Динамо: Крамаренко, Шемберас, Точилин, Хорняк, Жутаутас, Новиков, Быстров (Булыкин, 46), Гусев (к), Булатов, Хазов (Медведев, 62), Харлачёв (Гришин, 72) |                           |               |              |                                                                                       |

| 18 августа 2001 22-й тур | Крылья Советов    | 1:0 (1:0)     | Сокол | Самара                                                                      |
| | Каряка 21′ (пен.) | [ 46 ] [ 47 ] |       | Стадион: «Металлург» (+22 °) Зрителей: 28 000 Судья: Юрий Баскаков (Москва) |
| Крылья Советов: Лавренцов, Дохоян, Самарони, Радимов, Каряка, Шунейко, Коновалов (к) (Бараса, 79), Бушманов, Ковба, Анжело (Виноградов, 63), Тихонов Сокол: Сметанин, Гарин, Бугаков, Бавыкин, Жидков (к) (Орбу, 69), Косолапов (Репух, 46), Балтиев, Федотов, Низовцев (Никитин, 68), Веретенников, Федьков |                   |               |       |                                                                             |

| 25 августа 2001 23-й тур | Сокол | 0:2 (0:1)     | Торпедо                   | Саратов                                                                                 |
| |       | [ 48 ] [ 49 ] | 33′ Вязьмикин · 64′ Ширко | Стадион: «Локомотив» (+20 °, ясно) Зрителей: 15 000 Судья: Станислав Сухина (Малаховка) |
| Сокол: Сметанин, Пецель, Бугаков, Мусин (Бавыкин, 46), Федотов, Жидков (к), Самойлов (Репух, 71), Низовцев, Веретенников, Маркевич (Никитин, 68), Федьков Торпедо: Воробьёв, Малай, Йолович, Даев (к), Лухвич, Леонченко, Гашкин (Саджая, 76), Зырянов, Кормильцев (Семшов, 88), Вязьмикин, Ширко (Камольцев, 72) |       |               |                           |                                                                                         |

| 16 сентября 2001 24-й тур | Алания           | 2:0 (1:0)     | Сокол | Владикавказ |
| | Боциев 42′ 90+3′ | [ 50 ] [ 51 ] |       | Стадион: Республиканский стадион «Спартак» (+24 °, облачно) Зрителей: 17 000 Судья: Александр Колобаев (Москва) |
| Алания: Габулов, Пагаев, Григоре, Кутарба (Догузов, 60), Чочиев (Битаров, 50), Тарловский, Боциев, Базаев, Тедеев (к) (Бестаев, 64), Агаев, Паулу Эмилиу Сокол: Плотников, Пецель, Бугаков, Бавыкин, Жидков (к), Балтиев, Маркевич (Орбу, 46), Федотов, Низовцев (Никитин, 72), Веретенников, Федьков |                  |               |       | |

| 21 сентября 2001 30-й тур | Сокол           | 2:4 (0:1)     | Спартак                             | Саратов                                                                                   |
| | Федьков 59′ 88′ | [ 52 ] [ 53 ] | 45′ 53′ Робсон · 61′ 70′ Бесчастных | Стадион: «Локомотив» (+23 °, ясно) Зрителей: 15 000 Судья: Александр Евстигнеев (Королёв) |
| Сокол: Сметанин, Кузнецов, Бугаков, Бавыкин (Гарин, 65), Жидков, Балтиев, Орбу (Низовцев, 78), Федьков (Самойлов, 46), Пецель, Веретенников, Федьков - 6,0. Спартак: Кабанов, Ковтун, Безродный (Мжаванадзе, 87), Парфёнов, Баранов, Ананко, Булатов (Павленко, 83), Робсон, Титов, Цихмейструк (Митрески, 46), Бесчастных |                 |               |                                     |                                                                                           |

| 30 сентября 2001 26-й тур | Локомотив                                | 3:0 (1:0)     | Сокол | Раменское                                                                   |
| | Лоськов 21′ · Обрадович 58′ · Обиора 73′ | [ 54 ] [ 55 ] |       | Стадион: «Сатурн» (+1 °) Зрителей: 4000 Судья: Станислав Сухина (Малаховка) |
| Локомотив: Нигматуллин, Лекхето, Игнашевич, Чугайнов (к), Измайлов (Вучичевич, 76), Маминов, Лоськов, Бузникин, Черевченко (Дроздов, 46), Обрадович, Пименов (Обиора, 46) Сокол: Сметанин, Гарин, Бугаков, Пецель (Никитин, 59), Жидков (к) (Веретенников, 46), Мусин, Косолапов, Балтиев, Низовцев, Самойлов (Орбу, 51), Федьков |                                          |               |       |                                                                             |

| 5 октября 2001 25-й тур | Сокол                         | 2:0 (2:0)     | Анжи | Саратов                                                                               |
| | Веретенников 2′ · Федьков 36′ | [ 56 ] [ 57 ] |      | Стадион: «Локомотив» (+16 °, ясно) Зрителей: 12 500 Судья: Александр Кожухов (Москва) |
| Сокол: Плотников, Пецель, Бугаков, Бавыкин (Гарин, 60), Жидков, Мусин, Балтиев, Федотов, Репух (Низовцев, 77), Веретенников, Федьков (Сакиев, 85) Анжи: Жидков (Армишев, 46), Пансе-Биллонг, Йованович, Акаев (Алексеев, 76), Цымбаларь, Гордеев, Агаларов, Сирхаев, Адиев, Николич (Иванов, 78), Эду |                               |               |      |                                                                                       |

| 9 октября 2001 27-й тур | Сокол | 0:1 (0:1)     | Зенит        | Саратов                                                                         |
| |       | [ 58 ] [ 59 ] | 17′ Кержаков | Стадион: «Локомотив» (+10 °, ясно) Зрителей: 14 000 Судья: Сергей Зуев (Москва) |
| Сокол: Плотников, Пецель, Бугаков, Бавыкин (Сакиев, 24), Жидков (к) (Орбу, 55), Репух, Балтиев, Федотов, Веретенников (Никитин, 67), Самойлов, Федьков Зенит: Малафеев, Овсепян, Лепёхин, Катульский, Угаров, Игонин (к) (Деменко, 67), Горовой, Горшков, Спивак, Аршавин (Попович, 61), Кержаков |       |               |              |                                                                                 |

| 27 октября 2001 29-й тур | Черноморец | 1:3 (1:1)     | Сокол                       | Новороссийск                                                                        |
| | Беженар 9′ | [ 60 ] [ 61 ] | 45′ 54′ Федьков · 52′ Репух | Стадион: «Центральный стадион» (+7 °) Зрителей: 6500 Судья: Михаил Ходырев (Москва) |
| Черноморец: Герус, Ершов, Беженар, Павлус (Бельков, 69), Кирюхин, Майоров (к), Осипов, Олейник, Машкарин, Орещук, Шевченко (Старков, 60) Сокол: Звягин, Косолапов, Пецель (Репух, 42) (Бавыкин, 82), Самойлов, Жидков (к), Никитин (Орбу, 60), Балтиев, Федотов, Низовцев, Веретенников, Федьков |            |               |                             |                                                                                     |

| 8 ноября 2001 28-й тур | Сокол | 0:2 (0:1)     | ЦСКА                    | Саратов                                                                                                |
| |       | [ 62 ] [ 63 ] | 35′ Гогниев · 87′ Кулик | Стадион: «Локомотив» (0 °, перед матчем снегопад) Зрителей: 9000 Судья: Игорь Егоров (Нижний Новгород) |
| Сокол: Плотников, Косолапов, Пецель (Орбу, 61), Самойлов (Бугаков, 46) (Репух, 70), Жидков (к), Балтиев, Никитин, Низовцев, Веретенников, Федотов, Федьков ЦСКА: Мандрыкин, Корнаухов (к), Яновский, Лайзанс, Филиппенков, Кузьмичёв, Евсиков, Файзиев, Гогниев (Кулик, 83), Беркетов, Рахимич (Лысенко, 18) |       |               |                         | |

### Турнирная таблица
| М  | Команда        | И  | В  | Н  | П  | Мячи    | ±   | О  | Примечания                                        |
| -- | -------------- | -- | -- | -- | -- | ------- | --- | -- | ------------------------------------------------- |
| 1  | Спартак        | 30 | 17 | 9  | 4  | 56 − 30 | +26 | 60 | Групповой этап Лиги чемпионов 2002/03             |
| 2  | Локомотив      | 30 | 16 | 8  | 6  | 53 − 24 | +29 | 56 | 3-й квалификационный раунд Лиги чемпионов 2002/03 |
| 3  | Зенит          | 30 | 16 | 8  | 6  | 52 − 35 | +17 | 56 | Первый раунд Кубка УЕФА 2002/03                   |
| 4  | Торпедо        | 30 | 15 | 7  | 8  | 53 − 42 | +11 | 52 |                                                   |
| 5  | Крылья Советов | 30 | 14 | 7  | 9  | 38 − 23 | +15 | 49 |                                                   |
| 6  | Сатурн         | 30 | 13 | 8  | 9  | 45 − 22 | +23 | 47 |                                                   |
| 7  | ЦСКА           | 30 | 12 | 11 | 7  | 39 − 30 | +9  | 47 |                                                   |
| 8  | Сокол          | 30 | 12 | 5  | 13 | 31 − 42 | −11 | 41 |                                                   |
| 9  | Динамо         | 30 | 10 | 8  | 12 | 43 − 51 | −8  | 38 |                                                   |
| 10 | Ротор          | 30 | 8  | 8  | 14 | 38 − 42 | −4  | 32 |                                                   |
| 11 | Ростсельмаш    | 30 | 8  | 8  | 14 | 29 − 43 | −14 | 32 |                                                   |
| 12 | Алания         | 30 | 8  | 8  | 14 | 31 − 47 | −16 | 32 |                                                   |
| 13 | Анжи           | 30 | 7  | 11 | 12 | 28 − 34 | −6  | 32 |                                                   |
| 14 | Торпедо-ЗИЛ    | 30 | 7  | 10 | 13 | 22 − 35 | −13 | 31 |                                                   |
| 15 | Факел          | 30 | 8  | 4  | 18 | 30 − 53 | −23 | 28 | Вылет в Первый дивизион 2002                      |
| 16 | Черноморец     | 30 | 5  | 8  | 17 | 19 − 54 | −35 | 23 | Вылет в Первый дивизион 2002                      |

И — игры, В — выигрыши, Н — ничьи, П — проигрыши, Мячи — забитые и пропущенные голы, ± — разница голов, О — очки

- Результаты выступлений команды «Сокол» Саратов по турам:

| Тур   | 01 | 02 | 03 | 04 | 05 | 06 | 07 | 08 | 09 | 10 | 11 | 12 | 13 | 14 | 15 | 16 | 17 | 18 | 19 | 20 | 21 | 22 | 23 | 24 | 25 | 26 | 27 | 28 | 29 | 30 |
| ----- | -- | -- | -- | -- | -- | -- | -- | -- | -- | -- | -- | -- | -- | -- | -- | -- | -- | -- | -- | -- | -- | -- | -- | -- | -- | -- | -- | -- | -- | -- |
| Поле  | В  | Д  | В  | Д  | В  | Д  | В  | Д  | В  | Д  | В  | Д  | В  | В  | Д  | В  | Д  | В  | Д  | В  | Д  | В  | Д  | В  | Д  | В  | Д  | Д  | В  | Д  |
| Итог  | Н  | В  | В  | В  | В  | В  | Н  | В  | П  | В  | П  | П  | Н  | П  | Н  | В  | Н  | П  | П  | В  | В  | П  | П  | П  | В  | П  | В  | П  | В  | П  |
| Место | 8  | 6  | 3  | 3  | 3  | 3  | 2  | 1  | 2  | 1  | 2  | 2  | 5  | 5  | 7  | 6  | 6  | 7  | 7  | 7  | 5  | 7  | 8  | 8  | 8  | 8  | 8  | 8  | 8  | 8  |

Источник: 

Поле: Д = дома; В = на выезде. Итог: Н = ничья; П = команда проиграла; В = команда выиграла; О = матч отложен.

## Кубок России

### 1/4 финала
| 11 апреля 2001 1/4-финала | Спартак | 1:3 | Сокол |                |
|                           |         |     |       | Зрителей: 5000 |

### 1/2 финала
| 16 мая 2001 1/2 финала | Сокол | 0:1    | Локомотив | Саратов                                                                        |
| |       | [ 64 ] |           | Стадион: Стадион "Локомотив Зрителей: 16 500 Судья: Н.Иванов (Санкт-Петербург) |
| Сокол: Плотников - 5,5, Кузнецов - 5,0 (Никитин, 65 - 5,5), Балтиев - 5,0, Бавыкин - 5,5, Жидков - 6,0, Мусин - 5,5, Гарин - 5,5, Федотов - 5,0 (Терещенко - б/о), Орбу - 6,0, Самойлов - 5,5, Федьков - 5,5. Локомотив: Нигматуллин - 6,0, Нижегородов - 6,5, Пашинин - 6,0, Лекхето - 6,5, Евсеев - 6,0, Чугайнов - 7,0, Измайлов - 6,0, Маминов - 6,0, Обиора - 6,5, Лоськов - 5,5, Пименов - 6,0 (Бузникин, 63 - 6,5). |       |        |           |                                                                                |